# World Kickboxing Federation
La World Kickboxing Federation (WKF) est une structure sportive internationale de sports de combat née en 1963 et se présente comme l’une des plus anciennes fédérations mondiales. Elle assure la promotion des arts martiaux et sports de combat notamment le full-contact, le kick-boxing, le muay-thaï et les arts martiaux mixtes. Elle renait officiellement de ces cendres à Londres en 2010 sous l'implulsion Fritz Exenberger. 
Cette fédération internationale organise annuellement des championnats d'Europe et du Monde pour les amateurs, des titres continentaux et mondiaux avec ceintures (ceintures en amateur et professionnel y compris pour les juniors).